# Цикломатична складність
Цикломати́чна скла́дність — метрика програмного забезпечення, розроблена Томасом Мак Кабе. Використовується для оцінки складності програм. Обчислює кількість лінійно незалежних шляхів в алгоритмі роботи програми на основі її вихідних текстів.
Концепція метрики, але не метод, в дечому схожа на концепцію метрики загальної складності текстів Флеша-Кінкейда.
Цикломатична складність обчислюється на основі графу, що відображає цикл роботи програми. Вершинам графу зіставляють команди програми. Ребро сполучає дві вершини якщо друга команда може бути виконана одразу після першої.

## Визначення

Граф потоку керування простої програми. Програма починає виконання в червоній вершині, тоді входить в цикл (група з трьох вершин безпосередньо за червоною). По виході з циклу знаходиться умовний оператор (група наступна за циклом), і насамкінець програма завершується в блакитній вершині. Для цього графу E = 9, N = 8 і P = 1, тобто цикломатична складність цієї програми 3.

Цикломатична складність відтинку початкового коду — кількість лінійно незалежних шляхів в сирцевому коді. Наприклад, якщо початковий код не містить місць прийняття рішень таких як IF тверджень або FOR циклів, складність дорівнює 1, через наявність лиш одного шляху в сирцевому коді. якщо код містить один IF, тоді наявні два шляхи в сирцевому коді, один якщо твердження IF оцінюється як TRUE і другий якщо як FALSE.
Математично, цикломатична складність структурної програми визначається за допомогою орієнтованого графу утворенного базовими блоками програми, з ребрами між двома базовими блоками якщо керування може бути передане від першого до другого (граф потоку керування програми). Тоді складність визначається як:
M = E − N + 2P
де
M = цикломатична складність
E = кількість ребер в графі
N = кількість вершин в графі
P = кількість компонент зв'язності

Із тією самою функцією, що й нагорі, показаний як сильно-зв'зний граф потоку керування, для обрахунку через альтернативний спосіб. Для цього графу E = 10, N = 8 і P = 1, тож цикломатична складність залишається 3.

Альтернативний спосіб це використання графу в якому кінцева вершина зв'язана з вхідною. В цьому випадку, кажуть, що граф є сильно зв'язним, і цикломатична складність програми дорівнює цикломатичному числу графу (також відомому як перше число Бетті), яке визначається як:
M = E − N + P
На це можна дивитись як на підрахунок числа лінійно незалежних циклів, що існують в графі. Зауважимо, що з'єднання кінцевої і вхідної вершин програми, гарантує наявність щонайменше одного такого циклу.
Для однієї програми (або підпрограми), P завжди дорівнює 1. Однак, цикломатична складність може бути обчислена і для декількох таких програм або підпрограм одночасно (наприклад, для всіх методів класу), в цьому випадку P буде дорівнювати кількості підпрограм в питанні, кожна підпрограма буде з'являтись як незв'язана підмножина графу.
Можна сказати, що цикломатична складність будь-якої структурної програми тільки з однією точкою входу і однією виходу дорівнює кількості місць прийняття рішень (тобто, IF тверджень або умовних циклів), що містяться в цій програмі плюс один.
Цикломатичну складність можна обчислювати і для програм з багатьма точками виходу; в цьому випадку вона дорівнює:
π - s + 2
де π це кількість місць прийняття рішень в програмі, а s це кількість точок виходу.

### Формальне визначення
Формально, цикломатична складність може бути визначена як відносне число Бетті, розмір відноснооднородної групи:
{\displaystyle M:=b_{1}(G,t):=\operatorname {rank} \,H_{1}(G,t)}
це читається як «перший однорідний граф G, відносно термінальної вершини t». Це технічний шлях сказати «кількість лінійно незалежних маршрутів через граф від входу до виходу».

### Етимологія
Назва Цикломатична складність призводить до певної плутанини, через те, що ця метрика не тільки підраховує цикли в програмі. Натомість, ця назва пов'язана з кількістю різних циклів в графі потоку керування програми, після додання уявного переходу із кінцевої вершини до вхідної вершини.
На думку Томаса Мак Кабе кращою назвою для повсюдного використання була б умовна складність (англ. Conditional Complexity).